# Redło (Połczyn-Zdrój)
Redło (deutsch Redel) ist ein Dorf in der polnischen Woiwodschaft Westpommern. Es ist heute ein Ortsteil der Stadt- und Landgemeinde Połczyn-Zdrój (Bad Polzin) im Powiat Świdwiński.

## Geographische Lage
Das kleine hinterpommersche Dorf Redło, das vor 1945 zum Landkreis Belgard (Persante) gehörte, liegt an der Hauptstraße Nr. 152, die Połczyn-Zdrój mit der Kreisstadt Świdwin (Schivelbein) verbindet. Die Entfernung nach Świdwin beträgt acht Kilometer, nach Połczyn-Zdrój, dem Sitz der Gemeindeverwaltung, sind es vier Kilometer. Der Ort besaß eine Bahnstation an der Bahnstrecke Świdwin – Połczyn Zdrój, die 2006 stillgelegt wurde. Durch das Dorf fließt der Hagelbach.

## Geschichte

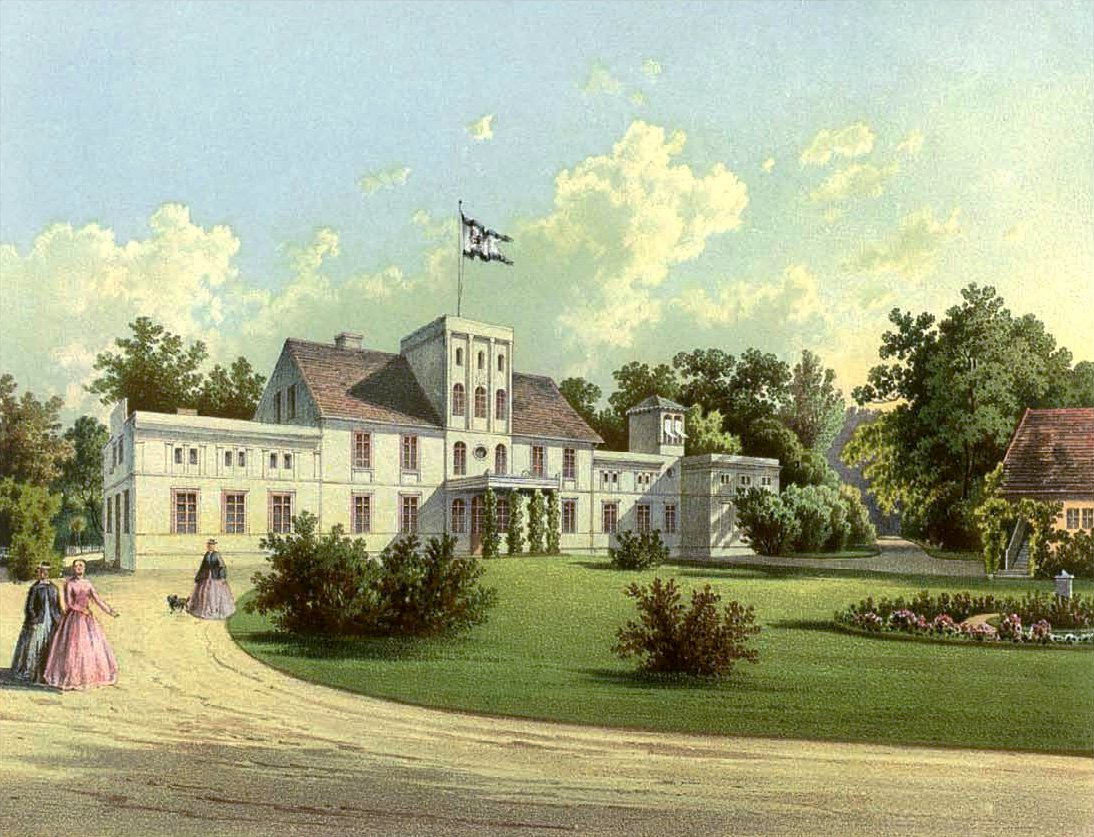
Rittergut Redel um 1860, Sammlung Alexander Duncker

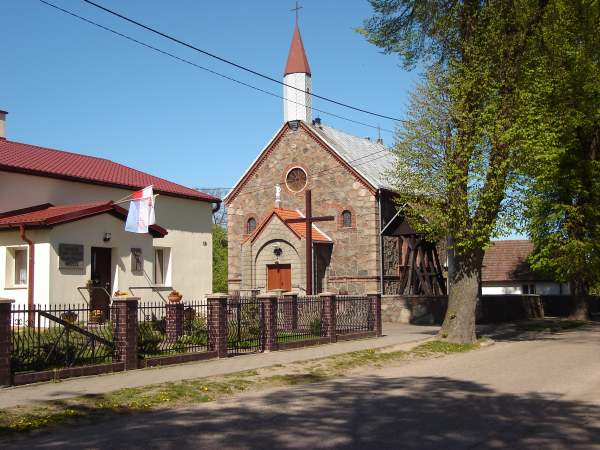
Kirche in Redło

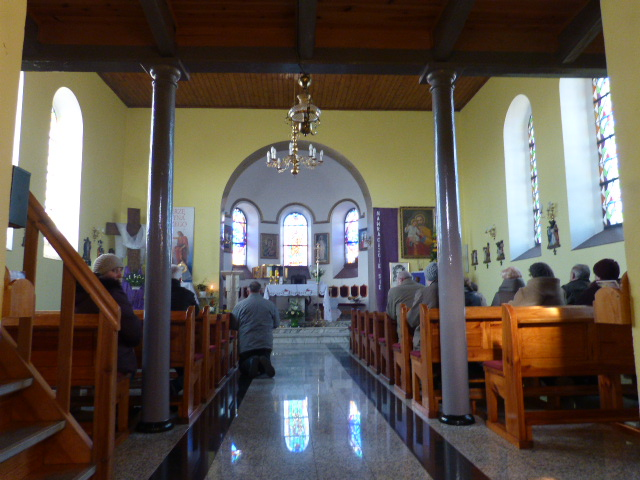
Kirche Redło

Redel wurde etwa 1450 vom gleichnamigen Rittergeschlecht auf einer alten Ansiedlungsstelle gegründet. Bereits im 16. Jahrhundert wird von einer Kapelle berichtet, die aber wohl dem Dreißigjährigen Krieg zum Opfer fiel. 1652 stifteten die von Redels eine neue Gottesdienststätte. 
Ende des 17. Jahrhunderts werden in Redel drei Besitzer genannt: Jesko von Redel, Rüdiger von Kriesen und Otto Casimir von Glasenapp. 1856 wird ein Rittergut erwähnt, dessen alleiniger Besitzer Arthur von Manteuffel war. 
Im Jahre 1928 wurde die Landgemeinde Redel aus der vorherigen Gemeinde Redel und dem aufgelösten Gutsbezirk Groß Wardin (Wardyń Dolny) gebildet. 
Im Jahr 1939 zählte das Dorf Redel 625 Einwohner in 168 Haushaltungen. 
Redel war eigener Amtsbezirk. Letzter Amtsvorsteher bis 1945 war Emil Marquardt, letzter Bürgermeister Siegfried Weidt. Die Landgemeinde gehörte zum Standesamt Alt Schlage und zum Amtsgerichtsbezirk Bad Polzin. Nach kampfloser Einnahme durch russische Truppen am 4. März 1945 kam Redel als Folge des Zweiten Weltkrieges zu Polen. In Erinnerung der dann vertriebenen ansässigen Bevölkerung blieb der 17. März 1945 als „Blutsonntag von Redel“: betrunkene Rotarmisten hatten sich nach dem Einmarsch mit Handgranaten versehentlich selbst in die Luft gesprengt, wofür allerdings die deutschen Einwohner verantwortlich gemacht und zur Vergeltung dafür 31 Männer und Frauen erschossen wurden. 
Heute ist Redło (mit Wardyń Dolny) ein Ortsteil der Gmina Połczyn-Zdrój.

## Schule
Redel hatte ein eigenes Schulgebäude, das während der letzten Kriegsjahre teilweise als Kindergarten mitgenutzt wurde. Die letzten deutschen Lehrer sind mit ihren Namen Maybehr, Fritz Hundt und Paul Langbecker noch bekannt.

## Kirche

### Kirchengemeinde
Redel war eine eigene Kirchengemeinde und gehörte mit den Kirchengemeinden Alt Schlage (heute: Sława) und Zuchen (Sucha) zum Kirchspiel Ziezeneff (Cieszeniewo). Dort war der Sitz des Pfarramtes, von dem aus Pastor Paul Blank als letzter deutscher Pfarrer vor 1945 das Kirchspiel betreute.
Damals gehörten von insgesamt 2.663 Gemeindegliedern des Kirchspiels 578 Gemeindeglieder zur Filialgemeinde Redel. Ein Kirchenpatronat bestand nicht. Das Kirchspiel gehörte zum Kirchenkreis Belgard (Białogard) der Kirchenprovinz Pommern in der Evangelischen Kirche der Altpreußischen Union.
Heute gehört der Ort zur Parochie Koszalin (Köslin) in der Diözese Pommern-Großpolen der Evangelisch-Augsburgischen (d. h. lutherischen) Kirche in Polen.

### Pfarrkirche
Eine 1652 von den Besitzern von Redel gestiftete Kirche musste 1845 wegen Baufälligkeit abgerissen werden. Redel erhielt 1859 einen Neubau aus behauenen Feldsteinen mit Dachreiter, 1922 kam ein Glockenstuhl für zwei Glocken hinzu. Am 25. August 1946 wurde die seitdem katholische Kirche dem heiligen Johannes dem Täufer geweiht und 1974 eine eigene Parochie Redło gegründet.

## Söhne und Töchter des Ortes
- Arthur von Manteuffel (1815–1893), Rittergutsbesitzer auf Redel und preußischer Politiker, MdH
- Else von Manteuffel (1848–1921), deutsche Schriftstellerin und Übersetzerin
- Liselotte Strelow (1908–1981), deutsche Fotografin